# السياحة في فرنسا

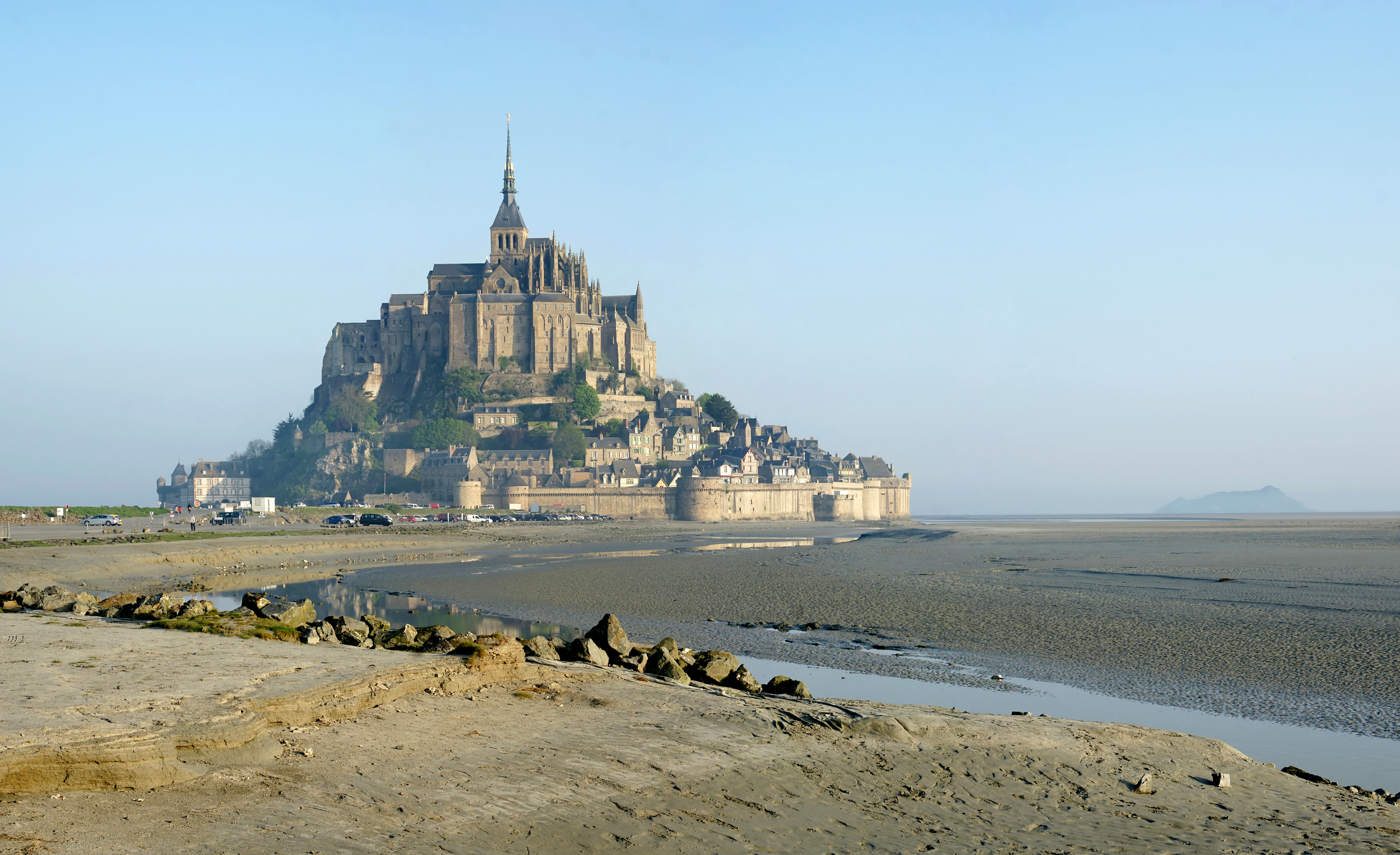
جبل القديس ميشيل في نورماندي.

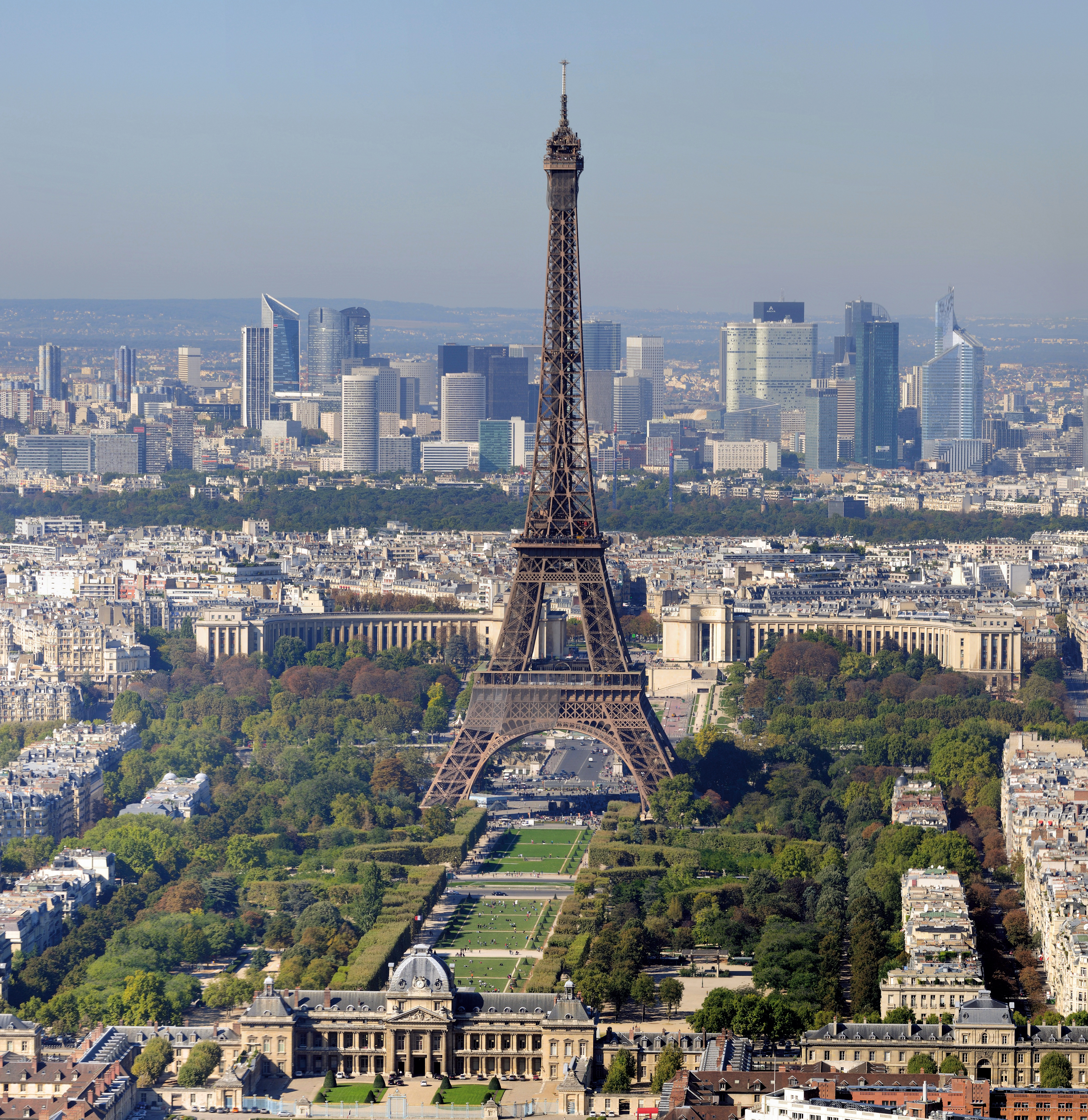
برج إيفل - باريس

جذبت فرنسا 79.50 مليون سائح أجنبي في عام 2011 , مما يجعلها الوجهة السياحية الأكثر شعبية في العالم, وهو ثالث في الدخل من السياحة بسبب السياح , 20٪ و أكثر من السياح أمضى أقل من نصف بقدر ما فعلوا في الولايات المتحدة.
فرنسا لديها 37 موقع مدرج في قائمة اليونسكو للتراث العالمي، ويضم المدن ذات الأهمية الثقافية عالية (باريس وتولوز وستراسبورج وبوردو وليون وغيرها) و الشواطئ والمنتجعات الساحلية والمناطق الريفية التي تمتع العديد بجمالها وهدوئها (السياحة البيئية)

## أهم المدن السياحية في فرنسا
فرنسا تعني باريس في ذهن الكثير من الناس حول العالم، إن لم يكن جميعهم، فما رأيك أن تخرج قليلاً عن المسار المعتاد، والتعرف على اجمل مدن فرنسا.
- باريس
- مرسيليا
- ليون
- ستراسبورغ
- لوبيرو Luberon
- تولوز
- رين
- نيس

كما تشتهر بعض مدن فرنسا بالسياحة الشتائية مثل مدينة شامونيه